# 韋德琳·尤納塔斯
韋德琳·尤納塔斯（英語：Wadeline Jonathas，1998年2月19日—），美國田徑運動員，她代表美國隊參加了日本舉行的2020年夏季奧林匹克運動會，並且在女子4×400米接力比賽上獲得金牌。